# Colapsologia
O termo colapsologia é um neologismo utilizado para designar o estudo transdisciplinar dos riscos de colapso da civilização industrial. Ela preocupa-se com o colapso geral das sociedades induzido pelas alterações climáticas, bem como com a "escassez de recursos, vastas extinções e desastres naturais". Embora o conceito de colapso civilizacional ou social já existisse há muitos anos, a colapsologia concentra a sua atenção nas sociedades contemporâneas, industriais e globalizadas.

## Contexto
A palavra colapsologia foi cunhada e divulgada por fr e Raphaël Stevens no seu ensaio: Comment tout peut s’effondrer. Petit manuel de collapsologie à l’usage des générations présentes (Como tudo pode ruir: Um manual para os nossos tempos), publicado em 2015 em França. Também se desenvolveu num movimento quando o texto Collapse de Jared Diamond foi publicado. O uso do termo espalhou-se, especialmente por jornalistas que relatam os escritos de adaptação profunda de Jem Bendell.
A colapsologia baseia-se na ideia de que os humanos impactam o meio ambiente de forma sustentada e negativa, e promove o conceito de emergência ambiental, ligada em particular ao aquecimento global e à perda de biodiversidade. Os colapsologistas acreditam, contudo, que o colapso da civilização industrial poderá ser o resultado de uma combinação de diferentes crises: ambiental, mas também económica, geopolítica, democrática e outras.
A colapsologia é um exercício transdisciplinar que envolve ecologia, economia, antropologia, sociologia, psicologia, biofísica, biogeografia, agricultura, demografia, política, geopolítica, bioarqueologia, história, futurologia, saúde, direito e arte.

## Etimologia
A palavra colapsologia é um neologismo inventado "com certa autodepreciação" por Pablo Servigne, engenheiro agrónomo, e Raphaël Stevens, especialista em resiliência de sistemas socioecológicos. Aparece no livro publicado em 2015.
É uma palavra derivada do latim collapsus, 'cair, desmoronar' e do sufixo -logy, logos, 'estudo', que se destina a nomear uma abordagem de natureza científica.
Desde 2015 e a publicação de How everything can collapse em francês, várias palavras foram propostas para descrever as várias abordagens que lidam com a questão do colapso: collapso-sophy para designar a abordagem filosófica, collapso-praxis para designar a ideologia inspirada neste estudo, e collapsonauts para designar pessoas que vivem com esta ideia em mente.

## Fundações religiosas
Ao contrário do pensamento escatológico tradicional, a colapsologia é baseada em dados e conceitos da pesquisa científica contemporânea, principalmente na compreensão humana das alterações climáticas causadas por sistemas económicos e geopolíticos humanos. Não condiz com a ideia de um "fim do mundo" cósmico e apocalíptico, mas levanta a hipótese do fim do mundo humano atual, a "civilização termoindustrial".
Esta distinção é ainda mais enfatizada pelo historiador Eric H. Cline ao salientar que, embora o mundo inteiro obviamente não tenha acabado, as civilizações entraram em colapso ao longo da história, o que torna a afirmação de que "os profetas sempre previram a desgraça e estavam errados" inaplicável ao colapso social.

## Base científica
Já em 1972, Os Limites do Crescimento, um relatório produzido por investigadores do MIT, alertava para os riscos do crescimento demográfico e económico exponencial num planeta com recursos limitados.
Como abordagem sistémica, a colapsologia baseia-se em estudos prospetivos como Os Limites do Crescimento, mas também no estado das tendências globais e regionais nos domínios ambiental, social e económico (como os relatórios do IPCC, IPBES ou Global Environment Outlook (GE) publicados periodicamente pela Early Warning and Assessment Division do PNUMA, etc.) e em numerosos trabalhos científicos bem como em vários estudos, como "A safe operating space for humanity"; "Approaching a state shift in Earth's biosphere", publicado na Nature em 2009 e 2012, "The trajectory of the Anthropocene: The Great Acceleration", publicado em 2015 na The Anthropocene Review, e "Trajectories of the Earth System in the Anthropocene", publicado em 2018 nos Proceedings of the National Academy of Sciences dos Estados Unidos da América. Existem evidências que apoiam a importância do processamento coletivo dos aspetos emocionais da contemplação do colapso social e a adaptabilidade inerente destas experiências emocionais.

## História

### Precursores
Ainda que este neologismo tenha surgido apenas em 2015 e diga respeito ao estudo do colapso da civilização industrial, o estudo do colapso das sociedades é mais antigo e provavelmente é uma preocupação de todas as civilizações . Entre as obras sobre este tema (em sentido lato) podemos citar  aqueles de Beroso (278 a.C.), Plínio, o Jovem (79), ibne Caldune (1375), Montesquieu (1734), Thomas Malthus (1766-1834), Edward Gibbon (1776), Georges Cuvier, (1821), Élisée Reclus (1905), Oswald Spengler (1918), Arnold Toynbee (1939), Anders (1956), Samuel Noah Kramer (1956), Leopold Kohr (1957), Rachel Carson (1962), Paul Ehrlich (1969), Nicholas Georgescu-Roegen (1971), Donella Meadows, Dennis Meadows & Jørgen Randers (1972), René Dumont (1973), Hans Jonas (1979), Joseph Tainter (1988), Al Gore (1992), Hubert Reeves (2003), Richard Posner (2004), Jared Diamond (2005), Niall Ferguson (2013).

#### Arnold J. Toynbee
Na sua obra monumental (inicialmente publicada em doze volumes) e altamente controversa de historiografia contemporânea intitulada A Study of History (1972), Arnold J. Toynbee (1889–1975) trata da génese das civilizações (capítulo 2), o seu crescimento (capítulo 3), o seu declínio (capítulo 4) e a sua desintegração (capítulo 5). Segundo ele, a mortalidade das civilizações é uma evidência trivial para o historiador, assim como o facto de elas se sucederem ao longo de um longo período de tempo.

#### Joseph Tainter
No seu livro The Collapse of Complex Societies, o antropólogo e historiador Joseph Tainter (nascido em 1949) estuda o colapso de várias civilizações, incluindo a do Império Romano, em termos de teoria de redes, economia de energia e teoria da complexidade. Para Tainter, uma sociedade cada vez mais complexa acaba entrando em colapso devido à dificuldade cada vez maior de resolver os seus problemas.

#### Jared Diamond
O geógrafo, biólogo evolucionista e fisiologista americano Jared Diamond (nascido em 1937) já evocou o tema do colapso civilizacional no seu livro Colapso: Ascensão e queda das sociedades humanas, publicado em 2005. Com base em casos históricos, principalmente a civilização Rapa Nui, os vikings e a civilização maia, Diamond argumenta que a humanidade enfrenta coletivamente, numa escala muito maior, muitos dos mesmos problemas que estas civilizações enfrentaram, com consequências possivelmente catastróficas num futuro próximo para muitas das populações do mundo. Este livro teve ressonância além dos Estados Unidos, apesar de algumas críticas. Os defensores do catastrofismo que se identificam como “catastrofistas esclarecidos” extraem do trabalho de Diamond, ajudando a construir a expansão da rede de ecologia relacional, cujos membros acreditam que o homem está a caminhar para o desastre. O Colapso de Diamond abordou o colapso civilizacional a partir de perspetivas arqueológicas, ecológicas e biogeográficas de civilizações antigas.

### Colapsologistas modernos
Desde a invenção do termo colapsologia, muitas personalidades francesas gravitam dentro ou ao redor da esfera dos colapsologistas. Nem todos têm a mesma visão do colapso civilizacional, alguns até rejeitam o termo "colapsologista", mas todos concordam que a civilização industrial contemporânea, e a biosfera como um todo, estão à beira de uma crise global de proporções sem precedentes. Segundo eles, o processo já está em andamento e agora só é possível tentar reduzir os seus efeitos devastadores num futuro próximo. Os líderes do movimento são Yves Cochet e Agnès Sinaï do Institut Momentum (um think tank que explora as causas dos riscos ambientais e sociais do colapso da civilização termoindustrial e possíveis ações para se adaptar a ele), e Pablo Servigne e Raphaël Stevens que escreveram o ensaio How everything can collapse: A manual for our times.
Além dos colapsologistas franceses mencionados acima, podemos citar: Aurélien Barrau (astrofísico), Philippe Bihouix (engenheiro, desenvolvedor de baixa tecnologia), Dominique Bourg (filósofo), Valérie Cabanes (advogada, buscando o reconhecimento do crime de ecocídio pelo tribunal penal internacional), Jean-Marc Jancovici (especialista em energia e clima) e Paul Jorion (antropólogo, sociólogo).
Em 2020, o site francês de humanidades e ciências sociais Cairn.info publicou um dossiê sobre colapsologia intitulado The Age of Catastrophe, com contribuições do historiador François Hartog, do economista Emmanuel Hache, do filósofo Pierre Charbonnier, do historiador de arte Romain Noël, do geocientista Gabriele Salerno e do filósofo americano Eugene Thacker.
Mesmo que o termo permaneça bastante desconhecido no mundo anglo-saxão, muitas publicações tratam do mesmo tópico (por exemplo, o artigo de David Wallace-Wells de 2017 "The Uninhabitable Earth" e o livro best-seller de 2019 com o mesmo nome, provavelmente um trabalho de colapsologia de mercado de massa sem usar o termo).  Agora está-se a espalhar gradualmente nas redes sociais gerais e científicas de língua inglesa. No seu livro Anti-Tech Revolution: Why and How, Ted Kaczynski também alertou para a ameaça de um colapso social catastrófico.